# Sunil Dutt
Sunil Dutt (Jhelum District, 6 juni 1929 – Mumbai, 25 mei 2005) was een Indiaas acteur die voornamelijk in Hindi films speelde.

## Biografie
Dutt begon zijn loopbaan als diskjockey voor Indiaas oudste radiostation, radio Ceylon.
In 1955 startte hij aan zijn filmcarrière met Railway Platform. Hij brak door in 1957 met de film Mother India, waarin hij de zoon speelde van actrice Nargis, met wie hij in 1958 in het huwelijksbootje stapte. Hij besloot begin jaren '90 uit de filmindustrie te stappen en de politiek in te gaan. Hij maakte een terugkeer in 2003 met Munna Bhai M.B.B.S., waarin hij voor het eerst samen met zijn zoon Sanjay Dutt te zien was. Ze hebben ook samen in Rocky en Kshatriya gespeeld, maar niet in dezelfde scene.
Hij overleed thuis in Mumbai aan een hartaanval op 25 mei 2005.

## Filmografie
| Jaar | Film                         | Rol                                       | Opmerking                                |
| ---- | ---------------------------- | ----------------------------------------- | ---------------------------------------- |
| 1955 | Railway Platform             | Ram                                       |                                          |
| 1955 | Kundan                       | Amrit                                     |                                          |
| 1956 | Rajdhani                     |                                           |                                          |
| 1956 | Kismet Ka Khel               | Prakash Verma                             |                                          |
| 1956 | Ek Hi Raasta                 | Amar                                      |                                          |
| 1957 | Mother India                 | Birju                                     |                                          |
| 1957 | Paayal                       | Mohan                                     |                                          |
| 1958 | Sadhna                       | Mohan                                     |                                          |
| 1958 | Post Box 999                 | Vikas                                     |                                          |
| 1959 | Insaan Jaag Utha             | Ranjeet                                   |                                          |
| 1959 | Didi                         | Gopal                                     |                                          |
| 1959 | Sujata                       | Adhir                                     |                                          |
| 1960 | Usne Kaha Tha                | Nandu                                     |                                          |
| 1960 | Hum Hindustani               | Surendra Nath                             |                                          |
| 1960 | Ek Phool Char Kaante         | Sanjeev                                   |                                          |
| 1960 | Duniya Jhukti Hai            | Mohan / Bankelal                          |                                          |
| 1961 | Chhaya                       | Arun/dichter Rahee                        |                                          |
| 1962 | Main Chup Rahungi            | Kamal Kumar                               |                                          |
| 1962 | Jhoola                       | Dr. Arun                                  |                                          |
| 1963 | Aaj Aur Kal                  | Dr. Sanjay                                |                                          |
| 1963 | Yeh Rastey Hain Pyar Ke      | Anilkumar G. Sahni                        |                                          |
| 1963 | Nartakee                     | Professor Nirmal Kumar                    |                                          |
| 1963 | Mujhe Jeene Do               | Thakur Jarnail Singh                      |                                          |
| 1963 | Gumraah                      | Rajendra                                  |                                          |
| 1964 | Yaadein                      | Anil                                      | ook regisseur en producent               |
| 1964 | Gazal                        | Ejaaz                                     |                                          |
| 1964 | Beti Bete                    | Ramu/Krishna                              |                                          |
| 1965 | Waqt                         | Advocaat Ravi                             |                                          |
| 1965 | Khandan                      | Govind Shankar. Lal                       |                                          |
| 1966 | Mera Saaya                   | Thakur Rakesh Singh                       |                                          |
| 1966 | Maitighar                    | Sunil                                     | Nepalese Film, gastoptreden              |
| 1966 | Gaban                        | Ramnath                                   |                                          |
| 1966 | Amrapali                     | Magadh Samrat Ajaatha Shatru              |                                          |
| 1967 | Milan                        | Gopi/Gopinath                             |                                          |
| 1967 | Hamraaz                      | Kumar                                     |                                          |
| 1967 | Mehrban                      | Kanhaiya                                  |                                          |
| 1968 | Sadhu Aur Shaitaan           | priester D'souza                          | gastoptreden                             |
| 1968 | Padosan                      | Bhola                                     |                                          |
| 1968 | Gauri                        | Sunil Kumar                               |                                          |
| 1969 | Pyasi Sham                   | Raja                                      |                                          |
| 1969 | Meri Bhabhi                  | Raju                                      |                                          |
| 1969 | Jwala                        | Sunil                                     |                                          |
| 1969 | Chirag                       | Ajay Singh                                |                                          |
| 1969 | Bhai Bahen                   | Surendra Pratap                           |                                          |
| 1970 | Darpan                       | Balraj Dutt                               |                                          |
| 1970 | Bhai-Bhai                    | Deep/Ashok/Sangram                        |                                          |
| 1971 | Reshma Aur Shera             | Shera Singh                               | ook regisseur en producent               |
| 1971 | Jwala                        | Jwala                                     |                                          |
| 1972 | Zameen Aasmaan               | Ravi                                      |                                          |
| 1972 | Zindagi Zindagi              | Dr. Sunil                                 |                                          |
| 1972 | Jai Jwala                    | Sunil                                     |                                          |
| 1973 | Man Jeete Jag Jeet           | Bagga Daaku / Baghel Singh                | Punjabi film                             |
| 1973 | Heera                        | Heera                                     |                                          |
| 1974 | Geeta Mera Naam              | Suraj/Johnny                              |                                          |
| 1974 | Kora Badan                   | Sunil                                     | gastoptreden                             |
| 1974 | Pran Jaye Par Vachan Na Jaye | Raja Thakur                               |                                          |
| 1974 | Dukh Bhanjan Tera Naam       | Sadhu                                     | Punjabi film, gastoptreden               |
| 1974 | 36 Ghante                    | Himmat Singh                              |                                          |
| 1975 | Zakhmee                      | Anand                                     |                                          |
| 1975 | Umar Qaid                    | Raja                                      |                                          |
| 1975 | Neelima                      | Sunil                                     | gastoptreden                             |
| 1975 | Himalay Se Ooncha            | Vijay                                     |                                          |
| 1976 | Nagin                        | Vijay                                     |                                          |
| 1976 | Nehle Pe Dehla               | Sunil                                     |                                          |
| 1977 | Darinda                      | Krishna/Yogidutt                          |                                          |
| 1977 | Gyaani Ji                    | piloot Sardar Hari Singh                  |                                          |
| 1977 | Paapi                        | Raj Kumar                                 |                                          |
| 1977 | Ladki Jawan Ho Gayi          | Sunil                                     |                                          |
| 1977 | Charandas                    | Advocaat Tondon                           | gastoptreden                             |
| 1977 | Aakhri Goli                  | Vikram                                    |                                          |
| 1978 | Ram Kasam                    | Bhola/Shankar                             | gastoptreden                             |
| 1978 | Kaala Aadmi                  | Birju                                     |                                          |
| 1978 | Daaku Aur Jawan              | Birju                                     | ook regisseur en producent               |
| 1979 | Muqabla                      | Vikram 'Vicky'                            |                                          |
| 1979 | Jaani Dushman                | Laakhan                                   |                                          |
| 1979 | Ahinsa                       | Birju                                     |                                          |
| 1979 | Salaam Memsaab               | Naresh Sarit                              | gastoptreden                             |
| 1980 | Shaan                        | DSP Shiv Kumar                            |                                          |
| 1980 | Yari Dushmani                | Shambhu                                   |                                          |
| 1980 | Lahu Pukarega                | Jitu                                      |                                          |
| 1980 | Ganga Aur Suraj              | Inspecteur Ganga                          |                                          |
| 1980 | Ek Gunah Aur Sahi            | Shankar Ramdas                            |                                          |
| 1981 | Rocky                        | Shankar                                   | gastoptreden, ook regisseur en producent |
| 1982 | Badle Ki Aag                 | Lakhan                                    |                                          |
| 1982 | Dard Ka Rishta               | Dr. Ravi Kant Sharma                      | ook regisseur en producent               |
| 1984 | Laila                        | Dharamraj Singh / Thakur Prithviraj Singh |                                          |
| 1984 | Yaadon Ki Zanjeer            | Ravi Kumar                                |                                          |
| 1984 | Raaj Tilak                   | Jai Singh                                 |                                          |
| 1985 | Faasle                       | Vikram                                    |                                          |
| 1986 | Kala Dhanda Goray Log        | Gauri Shankar / Michael                   |                                          |
| 1986 | Mangal Dada                  | Mangal Dada                               |                                          |
| 1987 | Watan Ke Rakhwale            | Suraj Prakash                             |                                          |
| 1988 | Dharamyudh                   | Thakur Vikram Singh                       |                                          |
| 1991 | Yeh Aag Kab Bujhegi          | Prof. Kishna                              | ook regisseur en producent               |
| 1991 | Kurbaan                      | Prithvi Singh                             |                                          |
| 1991 | Pratigyabadh                 | Pascal                                    |                                          |
| 1991 | Hai Meri Jaan                | Telegram Wala                             | gastoptreden                             |
| 1992 | Virodhi                      | Politie Commissaris                       |                                          |
| 1993 | Kshatriya                    | Maharaj Bhavani Singh                     |                                          |
| 1993 | Parampara                    | Thakur Bhavani Singh                      |                                          |
| 1993 | Phool                        | Balram Choudhary                          |                                          |
| 2003 | Munna Bhai M.B.B.S.          | Hari Prasad Sharma                        |                                          |